# Kingsley Dunham
Kingsley Charles Dunham (Sturminster Newton, 2 de enero de 1910-Durham, 5 de abril de 2001) fue un geólogo y mineralogista británico. Fue profesor de Geología en la Universidad de Durham de 1950 a 1971. Posteriormente fue profesor emérito de 1967 a 2001. Fue director del Servicio Geológico Británico de 1967 a 1975.

## Primeros años
Nació en Sturminster Newton y se mudó a una edad temprana con su familia a Durham. Asistió a la Durham Johnston School y luego ganó una beca de la Fundación para el Hatfield College, graduándose con un título de primera clase en Geología en 1930 en un momento en que Arthur Holmes era profesor.
Fue académico de órgano durante sus días universitarios. Después de graduarse, realizó investigaciones en los Peninos del Norte de Inglaterra, bajo la supervisión de Arthur Holmes. Se graduó con un doctorado en 1932 sobre el tema de los depósitos minerales de los Peninos del Norte.

## Carrera
Estudió en la Universidad de Harvard con una beca del Commonwealth Fund, que le permitió obtener una maestría. Regresó al Reino Unido como geólogo para el Servicio Geológico Británico, trabajando en los minerales de hierro de Cumbria. Esto resultó útil durante la Segunda Guerra Mundial, donde participó en la investigación de los recursos minerales del norte de Inglaterra. Este trabajo se publicó más tarde en el volumen clásico, The Geology of the North Pennine Orefield.
Regresó a la Universidad de Durham en 1950 como profesor de geología. Durante su mandato supervisó la perforación del pozo Rookhope y descubrió, como predijo su colega Martin Bott, la presencia de un granito oculto debajo de los Peninos.
En 1967, su carrera culminó al aceptar la dirección del Servicio Geológico Británico y, al igual que en Durham, guio exitosamente esa institución a través de un período de rápido crecimiento en áreas como la geofísica, la oceanografía y la geoquímica. Fue nombrado caballero en 1972.
Tras jubilarse en 1975, regresó nuevamente a Durham como profesor emérito, publicando trabajos adicionales sobre la mineralogía del norte de Inglaterra.